# Довбыш
До́вбыш (укр. Довбиш) — посёлок в Звягельском районе Житомирской области Украины.

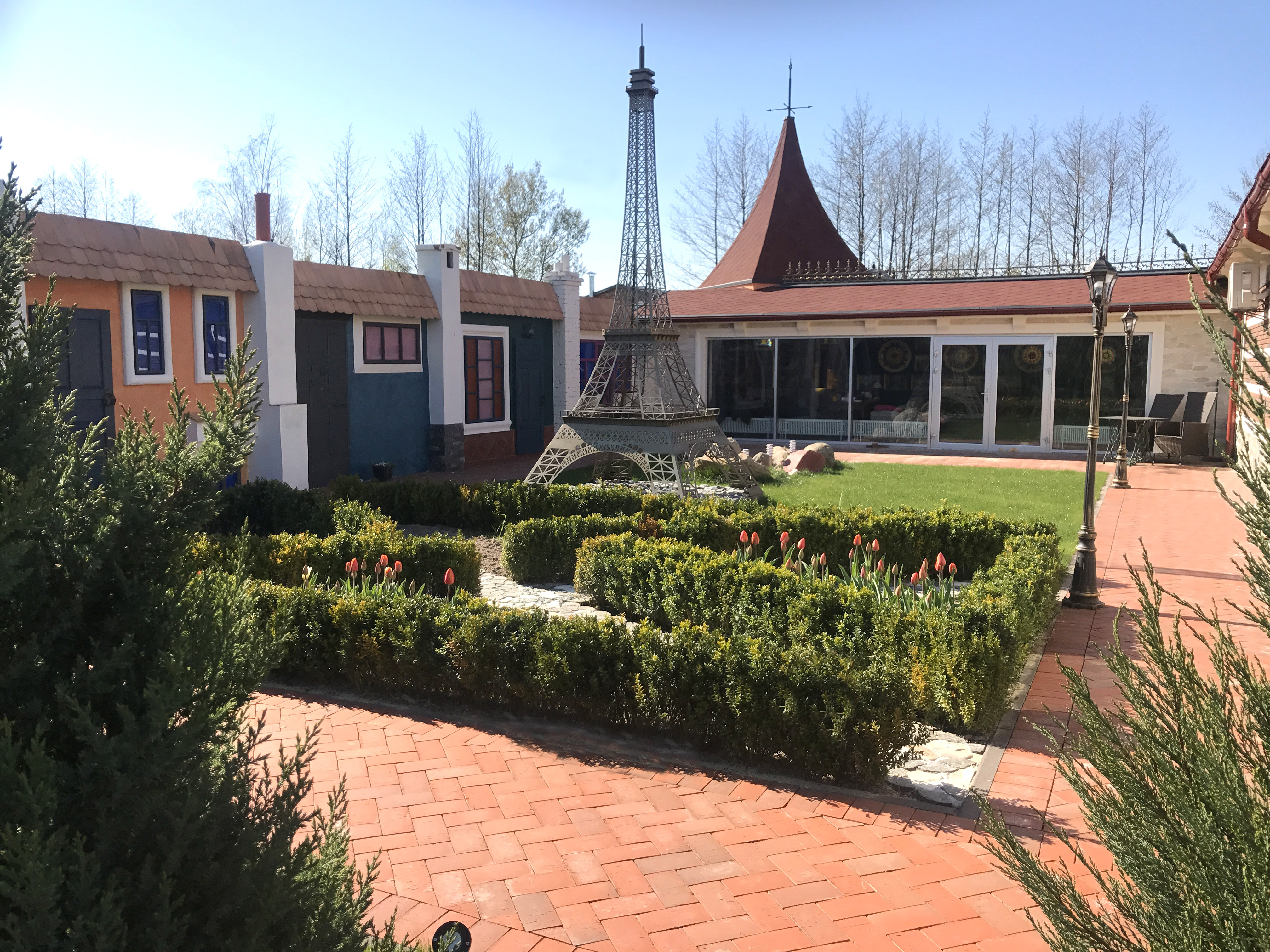
Довбыш, Житомирская область, Украина

## История
Поселение возникло в начале XIX века, входило в состав Курненской волости Новоград-Волынского уезда Волынской губернии.
В 1823 году польским помещиком Пшебельским был основан Довбышский фарфоровый завод.
В 1925 году был переименован в Мархлевск (в честь польского коммуниста Ю. Мархлевского) и стал центром Мархлевского польского национального района. В 1935 году район был ликвидирован, а большая часть населявших его поляков депортирована в Казахстан.
После начала Великой Отечественной войны в 1941 году Мархлевск был оккупирован наступавшими немецкими войсками. 7 ноября 1943 года советское партизанское соединение им. Н. С. Хрущёва заняло райцентр и удерживало его 54 дня до подхода советских войск.
В 1944 году поселению вернули название Довбыш, а в 1957 году Довбышский район был упразднён.
В январе 1959 года численность населения составляла 5779 человек.
В начале 1970-х годов здесь действовали фарфоровый завод и кирпичный завод.
В 1978 году численность населения составляла 6,2 тыс. человек.
По состоянию на начало 1980 года, здесь действовали фарфоровый завод, кирпичный завод, хлебный завод, отделение Барановского завода культурно-бытовых изделий, два лесничества, производственное отделение Барановской райсельхозтехники, две общеобразовательные школы, сельское профессионально-техническое училище, больница, поликлиника, клуб, кинотеатр и две библиотеки.
В январе 1989 года численность населения составляла 5455 человек.
В 1998 году действовавшее в посёлке ПТУ № 31 было закрыто и ликвидировано.
В ходе реформы системы здравоохранения в Довбыше была закрыта больница.
Промышленный сектор: ООО "Довбышский промышленный комбинат «Явир». Производство твердотопливных котлов пиролизного типа (Котлы BRICK). Специфика работы этих котлов: возможность использования топлива влажностью до 70 % (сырая щепа, опилки), отходы деревообработки, ДСП, МДФ, шелуха зерновых культур.

## Транспорт
Ближайшая железнодорожная станция — Курное — на линии Житомир — Звягель Юго-Западной железной дороги.

## В Довбыше родились
Анатолий Максимович Пашкевич (11.02.1938—11.01.2005) народный артист Украины, композитор, автор песен «Степом степом», «Мамина вишня в саду». В Довбышском клубе начиналась его карьера (в то время там работал Довбышский народный танцевальный ансамбль).